# Oscar Danilo Blandón
Artikeln följer den spanska namnseden; faderns efternamn är Blandón och moderns efternamn Reyes.
Oscar Danilo Blandón Reyes, född 29 juli 1951 i Managua, är en nicaraguansk före detta statstjänsteman och narkotikasmugglare.
Han avlade en master i marknadsföring vid ett universitet i Bogotá i Colombia. Efter det började Blandón arbeta som chef för att utveckla export av jordbruksvaror åt den nicaraguanska staten och med finansiellt stöd från USA, under Nicaraguas president Anastasio Somoza Debayles styre. I och med sitt arbete fick han inflytelserika kontakter inom USA:s handelsdepartement och USA:s utrikesdepartement, som gjorde att han också fick kontakter inom USA:s försvarsdepartement och den amerikanska underrättelsetjänsten Central Intelligence Agency (CIA). År 1979 hade Sandinisterna tagit över princip hela Nicaragua på grund av rådande nicaraguanska revolutionen och Somoza Debayle avgick och lämnade landet omgående. Blandón gjorde detsamma och flydde till USA. Han kom till Los Angeles i Kalifornien och väl där började han sälja begagnade bilar. År 1981 började han umgås med individer som ville avsätta Sandinisterna och de försökte få in pengar för att kunna finansiera detta. Året efter blev han kontaktad om att ta kontakt med landsmannen och narkotikasmugglaren Juan Norvin Meneses Cantarero om att smuggla kokain för att få in finansiella medel till det ändamålet. Samarbetet med Meneses Cantarero varade dock bara ett år innan Blandón inledde istället samarbete med colombianska drogkarteller. Blandón tog in omkring fem ton kokain till USA mellan åren 1982 och 1992 och hade nära samarbete med den amerikanske knarkkungen Ricky Ross. Det året blev han arresterad av amerikanska federala drogpolisen Drug Enforcement Administration (DEA) efter att Blandón hade sålt kokain till DEA-agenter under täckmantel. DEA ställde ett ultimatum till Blandón, antingen livstids fängelse och böter på fyra miljoner amerikanska dollar eller bli angivare, få ett fängelsestraff på 28 och en halv månader samt rätt att få fortsätta att vistas i USA. Blandón valde det senare och gav information om korrupt amerikansk statstjänsteman, uppklarande av en mordutredning samt att få flera narkotikasmugglare fällda. Den 2 mars 1995 hade Blandón stämt ett möte med Ross, på uppmaning av DEA, om att genomföra en narkotikaaffär till ett värde av en miljon dollar. När Ross anlände blev han istället arresterad av DEA-agenter och Ross ställdes inför domstol med Blandón som nyckelvittne. Ross dömdes till slut till livstids fängelse på grund av federala three strikes-lagar.
År 1996 publicerade den amerikanske journalisten Gary Webb, som var anställd hos tidningen San Jose Mercury News, artikelserien Dark Alliance som kopplade Blandón ihop med CIA, och hävdade att de två sålde kokain till bland annat Ross i syfte att CIA kunde finansiera de antikommunistiska gerillarörelserna Contras för att just bekämpa Sandinisterna.